# Bogdanka (dopływ Warty)

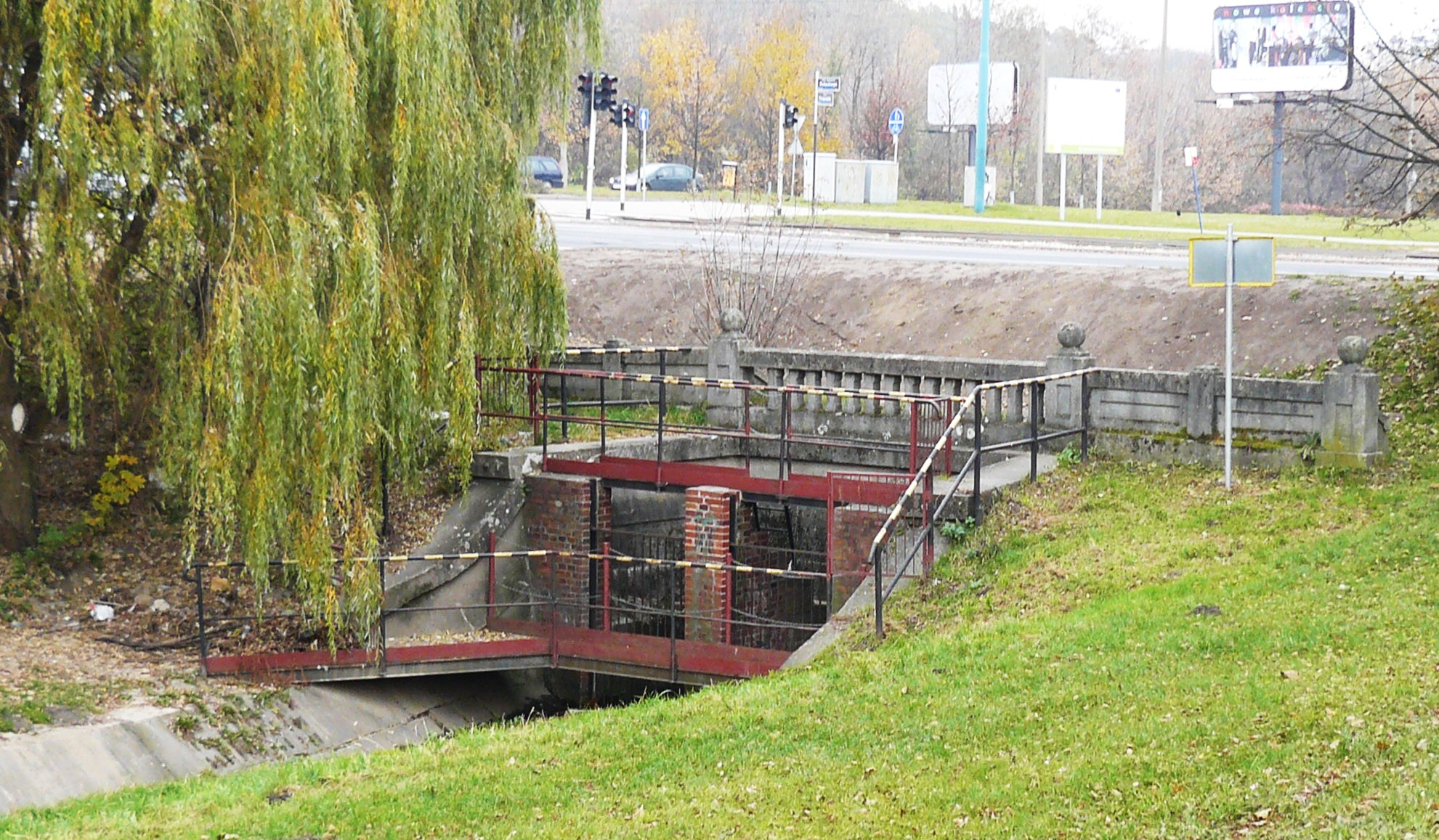
Miejsce skanalizowania – ul. Pułaskiego

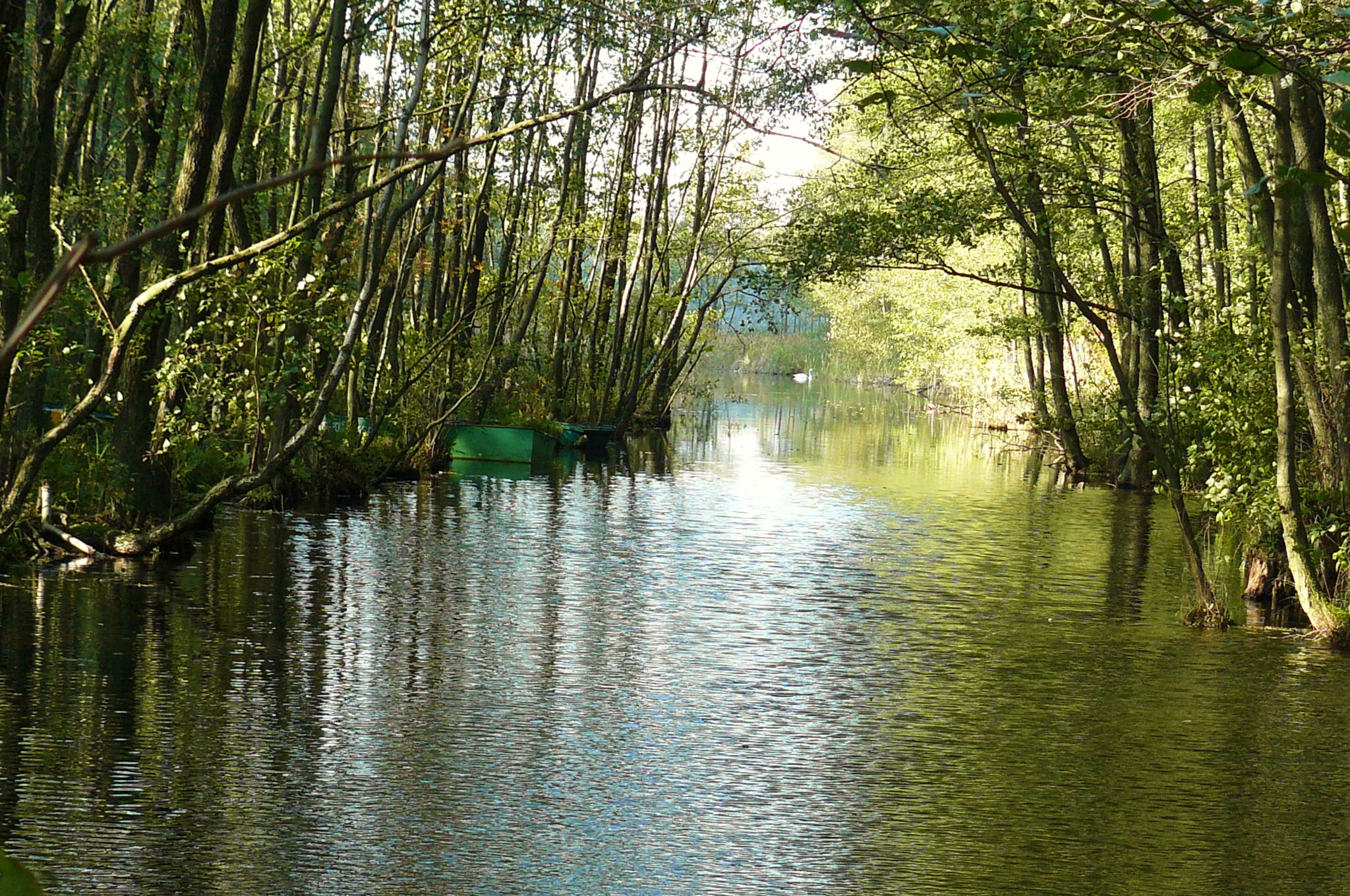
Odcinek przed wpływem do jeziora Rusałka

Bogdanka (d. częściowo Flisa) – potok płynący na terenie Poznania o długości 11,8 km, przeciętnym przepływie 100–150 dm³/s i szerokości koryta rzędu jednego metra. Jest największym lewobrzeżnym dopływem Warty na terenie miasta.

## Przebieg
Źródła znajdują się w Jeziorze Strzeszyńskim (według innych autorów, Bogdanką nazywany jest również strumień wpadający od północy do Jeziora Strzeszyńskiego, a mający początek w rejonie ulicy Psarskie, około trzysta metrów na południe od torów kolejowych północnej obwodnicy Poznania), następnie potok płynie na południowy wschód, przez Stawy Strzeszyńskie, pogłębiając istniejącą już rynnę polodowcową, w której leży między innymi Jezioro Kierskie. Początkowo płynie przez zalesione tereny poznańskiej Woli i Golęcina. W tym miejscu jej wody są spiętrzane tworząc jezioro Rusałka. Następnie, za ul. Niestachowską, wypływa na teren Parku Sołackiego, gdzie seria jazów tworzy malowniczy ciąg stawów i sztucznych kaskad – Stawów Sołackich. Po przecięciu ul. Nad Wierzbakiem (gdzie poniżej Stawów Sołackich, przy Alei Wielkopolskiej uchodzi do niej potok Wierzbak oraz jej prawy dopływ struga Seganka) wpływa na teren Parku im. Adama Wodziczki. W tym miejscu zostaje ona ujęta w betonowe koryto. Uchodzą tu do niej kanały burzowe. Ostatni odcinek Bogdanki w roku 1910 został włączony w miejską kanalizację.

## Jakość wód
W swym końcowym odcinku Bogdanka należy do najbardziej zanieczyszczonych cieków wodnych w kraju, na co główny wpływ ma fakt, że zbiera wody opadowe z dużej części lewobrzeżnego Poznania. Obecnie jednym z priorytetów miasta jest przebudowa sieci kanalizacyjnej w tej części miasta co ma znacznie poprawić stan wód Bogdanki. Średni spadek Bogdanki to 1,7‰.

## Historia
Dolina Bogdanki, zwanej wcześniej Flisą (Bogdanką nazywano w Średniowieczu tylko odcinek miejski, przepływający przy młynie Bogdanka), od wieków przyciągała ludzi. Tu znajdują się jedne z najstarszych śladów ludzkiej bytności na terenie dzisiejszego Poznania. W średniowieczu w jej dolinie powstała wieś Jeżyce. Jej wody zasilały najpierw miejską fosę. Po wybudowaniu Twierdzy Poznań rdzeń twierdzy zagrodził drogę Bogdance. Rozwiązanie znaleziono tyleż skuteczne, co niecodzienne – strumień przeprowadzono w akwedukcie ponad wodną fosą rdzenia (fosa ta zasilana była wodami Wierzbaka!), a przez sam wał w sklepionym przepuście. Akwedukt otrzymał charakter obronny.
Nazwa Flisa ma charakter topograficzny i pochodzi albo od niemieckiego słowa Flies (rzeka), albo od spolszczonego słowa o genezie niemieckiej – flisa (spław, handel wodny). Zapis nazwy wyglądał następująco: Fflysse (1404), Flisscha (1455), Flisse (1495), Flissa (1507), Flisa (1654). Nazwa Bogdanka przeniesiona jest natomiast z nazwy młyna (Bogdanca – 1404, Bogdanka – 1404, 1418, 1463, 1694, 1793, 1803 i dalej). Obie nazwy współistniały do XIX wieku, by ostatecznie utrwaliła się nazwa Bogdanka.
Na przestrzeni wieków nad rzeką funkcjonowało dziesięć młynów: w Strzeszynie, na Golęcinie, Niestachowie, Jeżycach, Sołaczu, a w centrum Poznania – Folusz, Bogdanka (królewski, pod zamkiem królewskim), młyn Kaspra Heidy, Piła i młyn szpitalny Świętego Ducha. Według zapisów z 1252 (a więc na rok przed lokacją lewobrzeżnego Poznania) przez teren późniejszego miasta, prawdopodobnie wzdłuż koryta Bogdanki, przebiegała granica parafii św. Gotarda i św. Wojciecha oraz św. Marcina. W 1520 władze miejskie wykupiły młyn Bogdanka, który miał monopol na przemiał słodów piwnych i postanowiły zwiększyć jego moce przerobowe oraz czas pracy poprzez zwiększenie doń napływu wody. W 1521 zawarto umowę z Sędziwojem Sadowskim (właścicielem Strzeszynka) na przekopanie rowów łączących Bogdankę z jeziorem Strzeszyńskim i pogłębienie koryta rzeki. Na odcinku dwóch kilometrów poprowadzono rzekę nowym korytem. W następnych latach kładziono nacisk na drożność przepływu wód, zatrudniając w tym celu specjalnych pracowników, ale ponad dwieście lat później, w 1756 młynarze narzekali na brak wody i słaby przepływ, a źródła tego dopatrywali się z zaniedbaniach przy pracach melioracyjnych w Strzeszynku.
Na lata 2025-2026 przewidziana jest regulacja rzeki od ulicy Nad Wierzbakiem do ul. Pułaskiego połączona z renaturaliacją koryta.
Nad Bogdanką znajduje się odcinek trasy Poznańskiego Szybkiego Tramwaju – Estakada nad doliną Bogdanki. Od nazwy tego cieku nazwano również poznańskie lodowisko.

## Przyroda
W 2006 przebadano siedliska łąkowe doliny Bogdanki, w wyniku czego ustalono, że stanowią one cenny obszar, w którym występują rzadko spotykane w Wielkopolsce i Polsce rośliny. 60% terenu zajmują łąki z klasy Molinio-Arrhenatheretea, a oprócz nich także szuwary Phragmitetea i murawy kserotermiczne z klasy Koelerio glauca-Corynephoreteacanescentis. Najbogatsze rodziny roślin spotykane w dolinie to astrowate i wiechlinowate. Do najciekawszych gatunków, z uwagi na rzadkość w Poznaniu i formę, należą m.in. knieć błotna, tojeść pospolita, wiązówka błotna, głowienka pospolita, kostrzewa owcza, zawciąg pospolity, prosienicznik jednogłówkowy, kukułka szerokolistna, kuklik zwisły, kruszyna pospolita, czy turzyca dwustronna.

## Status
W publikacjach naukowych Bogdanka była przedstawiana jako rzeka. Także potocznie Bogdankę określa się jako rzekę bądź rzeczkę. W 2006 roku Komisja Nazw Miejscowości i Obiektów Fizjograficznych opublikowała wykaz hydronimów wydany przez Główny Urząd Geodezji i Kartografii, gdzie określa Bogdankę jako potok.